# نیژنلبیاژیه
نیژنلبیاژیه (به لاتین: Nizhnelebyazhye) یک منطقهٔ مسکونی در روسیه است که در استان آستراخان واقع شده‌است.